# Мирзазянов, Хаким Исмагилович
Хаким Исмагилович Мирзазянов − российский военачальник, генерал-лейтенант, командующий 36-й общевойсковой армией Восточного военного округа (2000—2003 гг).

## Биография
Родился 21 июля 1951 года в семье фронтовика Исмагила Мирзазянова. По национальности - татарин.
После учёбы в средней школе поступил в Орджоникидзевское высшее общевойсковое командное училище имени Маршала Советского Союза А. И. Еременко, которое окончил в 1976 году. 
Службу начал в Северо-Кавказском военном округе в должности командира взвода, затем служил командиром роты, начальником штаба и командиром батальона.
Воинские звания «майор», «подполковник», «полковник» присвоены досрочно.
В 1984 году окончил Военную академию имени М. В.Фрунзе, после этого проходил службу в Дальневосточном военном округе заместителем командира укрепрайона, командиром полка, начальником штаба 245-й мотострелковой дивизии.
С 1992 по 1994 год служил командиром 4-й гвардейской танковой Кантемировской дивизии имени Андропова в Московском военном округе. 
6 мая 1993 года указом Президента РФ ему присвоено звание «генерал-майор».
В 1996 году окончил Командный факультет Военной академии Генерального штаба Вооружённых Сил.
В 1996 году назначен начальником штаба – первым заместителем командующего 22-й гвардейской общевойсковой Кёнигсбергской армией в Московском военном округе.
В июле 2000 года назначен командующим 36-й общевойсковой армией в Сибирском военном округе. Служил на этой должности до ноября 2003 года. 
Звание «генерал-лейтенант» присвоено указом Президента РФ №217 от 22 августа 2001 года.
в 2003-2010 годах - заместитель командующего войсками Сибирского военного округа.

## Награды
- Орден «Знак Почёта»
- Орден «За военные заслуги»
- Медаль «За боевые заслуги»
- медали

## Семья
Женат, в семье двое сыновей: Ринат и Рамиль.